# Лундин, Виктор
Виктор Лундин (англ. Victor Lundin; 15 июня 1930, Чикаго, Иллинойс — 29 июня 2013, Лос-Анджелес) — американский актёр, который известен по роли Пятницы в фильме «Робинзон Крузо на Марсе». Он снимался также в телевизионных сериалах «Звёздный путь», «Бэтмен», «Временное пространство» и «Вавилон-5».

## Биография
Виктор Лундин родился в Чикаго, штат Иллинойс, 15 июня 1930 г.. Его отец был немецкого происхождения, а мать англичанкой. Он мечтал стать актёром с детства: его отец работал в кинотеатре, и часто водил туда своего сына. Обучаясь в подготовительной школе технического колледжа Лэйн, Виктор посещает уроки оперного пения, а также играет в школьной бейсбольной команде. Во время учёбы в колледже он пробует себя в радиоспектаклях, озвучивая небольшие роли. Карьера бейсболиста для него закончилась рано: во второй игре за команду Skokie Indians, в которой он играл питчером, Виктор получил серьёзную травму руки.
После окончания колледжа Лундин поступает в университет Рузвельта и после года обучения получил предложение сыграть роль в Дон Жуане в Лирической опере Чикаго. Это давало возможность ему обучаться за границей в Италии. Однако он отказался и вместо этого уехал в Калифорнию реализовывать мечту об актёрской профессии. Виктор поступает в Университет Лойола Мэримаунт и получает степень бакалавра искусств. По подсчётам самого Лундина, в период с конца 1950-х и по конец 1960-х он принял участие в съёмках около 100 фильмов и телесериалов. Он снимался в таких фильмах, как Семейка убийц Баркер, Двое на качелях и Красавчик Жест. В 1964-м Лундин снялся в роли Пятницы в фильме Байрона Хэскина Робинзон Крузо на Марсе. В этот период он также занимается преподаванием пения. Среди его учеников была Люсиль Болл; однако через какое-то время он отказался с ней работать, поскольку «она была заядлым курильщиком, словно бас-профундо».
В 1960-е Лундин снимается в фантастических телевизионных сериалах. В сериале Бэтмен он играет одного из приспешников Пингвина, в Путешествии на дно океана — пришельца. В 1967 году Лундин сыграл клингона в сериале Звёздный путь, впервые появившегося в киносаге персонажа этой вымышленной инопланетной расы. Кроме того, он пробовался на роль Спока, которая впоследствии досталась Леонарду Нимою.
В 1990-е годы он снялся в сериале Вавилон-5 в роли представителя Psi Corps.
Виктор Лундин никогда не был женат, но всю свою жизнь провёл в гражданском браке с Амелией Пригарски. У них родились два сына и дочь. Виктор Лундин скончался после долгой тяжёлой болезни в возрасте 83 лет 29 июня 2013 г. в Таузенд-оукс, штат Калифорния.

## Избранная фильмография
| Год  | Название                | Английское название      | Роль                  |
| ---- | ----------------------- | ------------------------ | --------------------- |
| 1962 | Двое на качелях         | Two for the Seesaw       | Beat Singer           |
| 1963 | Остров любви            | Island of Love           | Hood                  |
| 1963 | Обещания! Обещания!     | Promises… Promises!      | Mrs. Snavely’s Gigolo |
| 1964 | Робинзон Крузо на Марсе | Robinson Crusoe on Mars  | Friday                |
| 1966 | Красавчик Жест          | Beau Geste               | Vachiaro              |
| 2006 | Теория всего            | The Theory of Everything | Gene                  |